# Надзаро, Джанни
Джа́нни Надза́ро (итал. Gianni Nazzaro; 27 октября 1948, Неаполь — 27 июля 2021, Рим) — итальянский певец и актёр.

## Биография
Родился в Неаполе 27 октября 1948 года. Начал свою сценическую карьеру в 1965 году под именем Buddy, занимался имитацией голосов итальянских певцов: Бобби Соло, Адриано Челентано, Джанни Моранди и других.
С 1968 года, во время участия в Un disco per l’estate (Песня лета), начал выступать под своим настоящим именем.
В 1970 году он победил в музыкальном фестивале в Неаполе с песней «Me chiamme ammore».
Пять раз участвовал в фестивале Сан-Ремо, выходил в финал: в 1971 году — с песней «Bianchi cristalli sereni», в 1974 году — с песней «A modo mio», в 1983 году — с песней «Mi sono innamorato di mia moglie» («Я влюбился в свою жену»), написанной Даниеле Паче (Daniele Pace) и Микеле Руссо (Michele Russo). Наибольшим успехом его песни пользовались в 1970-х — 1980-х годах. С конца 1990-х годов принимал участие в съёмках телесериалов. С 2010 года работает на телевидении.
По случаю фестиваля в Сан-Ремо в 1994, он принимает участие в группе «Команда Италия», которая исполняет отрывки из старых итальянских песен.
В 1998 году он исполняет роль отца Сары де Вито (Serena Autieri) в сериале «Место под солнцем». В 2007 году он также снялся в сериале «Заклинание». В 2009 году он принимает участие в основном составе итальянской мыльной оперы «Место под летним солнцем». 27 октября 2010 года он принимает участие в трансляции «Обычный Неизвестные» на Rai Uno. В 2010 году Надзаро присутствует во всех эпизодах телевизионной передачи «Тысяча Голосов». В 2011 году он ведёт вместе со Стефанией Ченто и Джанни Друди вещание «Тысяча Голосов».
С 16 ноября 2011 года занимается музыкальной комедией «Лучшие годы» Карла Конти в Театре Salone Margherita (Рим). В 2012 году, будучи занятым театральной работой, он повторяет опыт ведущего телепередачи «Тысяча Голосов». В 2013 и 2014 повторяет этот опыт вместе со Стефанией Ченто, Джанни Друди и Джо Ди Сарно, поёт свои хиты и запускает новые песни, написанные братом Маурицио, такие как «Скажи мне как дела». Благодаря «Тысяча Голосов», он был замечен аргентинским импресарио, который в октябре организует запись альбома CD, содержащего песни на испанском языке и промотур с выступлениями в аргентинских национальных радиотелевизионных передачах, а также, концерты в театре Колезей Буэнос-Айреса, одном из самых больших и важных в городе. Джанни Надзаро имеет оглушительный успех.
В июне 2014 года он выпустил свой новый альбом «L’AMO», скоординированный художественно Луиджи Мозелло. В 2014 году, с сентября, он успешно участвует в программе «Такие и такие шоу» во главе с Карло Конти на Rai 1 в прайм-тайм, а затем, с командой артистов этого формата принимает участие в известной программе «От двери до двери», Бруно Веспа.
В 2015 и 2016 годах он возвращается к передаче «Тысяча Голосов» и вновь получает оглушительный успех.
Скончался 27 июля 2021 года от рака лёгких в клинике Джемелли в Риме.

## Дискография

### Избранные синглы
- 1968: «Solo noi»
- 1968: «In fondo ai sogni miei»
- 1969: «Incontri d’estate»
- 1970: «L’amore è una colomba»
- 1970: «Me chiamme ammore»
- 1971: «Bianchi cristalli sereni»
- 1971: «Far l’amore con te»
- 1972: «Non voglio innamorarmi mai»
- 1972: «Quanto è bella lei»
- 1972: «La nostra canzone»
- 1973: «Il primo sogno proibito»
- 1974: «A modo mio»
- 1974: «Questo sì che è amore»
- 1974: «Piccola mia piccola»
- 1976: «Me ne vado»
- 1977: «Mi sta scoppiando il cuore»
- 1980: «Uomo di strada»
- 1981: «Sì»
- 1983: «Mi sono innamorato di mia moglie»
- 1985: «Noi due soli»

### Студийные альбомы
- 1971: Gianni Nazzaro (Compagnia Generale del Disco (CGD), FGL 5088)
- 1972: Gianni Nazzaro (Fans, GPX 7)
- 1973: C'è un momento del giorno (in cui penso a te) (CGD, 65412)
- 1974: Questo sì che è amore (CGD, 69080)
- 1975: C’era una volta il night (CGD, 69157)
- 1976: Le due facce di Gianni Nazzaro (CGD, 81990)